# Сет Грийн
Сет Грийн (на английски: Seth Green; роден на 8 февруари 1974 г.) е американски актьор, продуцент и сценарист, носител на награда „Еми“.

## Избрана филмография
| година | филм                                | оригинално заглавие                         | роля          | режисьор    |
| ------ | ----------------------------------- | ------------------------------------------- | ------------- | ----------- |
| 1987   | Радио дни                           | Radio Days                                  | Джо           | Уди Алън    |
| 1997   | Остин Пауърс                        | Austin Powers: International Man of Mystery | Скот Зло      | Джей Роуч   |
| 1998   | Обществен враг                      | Enemy of the State                          | Селби         | Тони Скот   |
| 1999   | Остин Пауърс: Шпионинът любовник    | Austin Powers: The Spy Who Shagged Me       | Скот Зло      | Джей Роуч   |
| 2001   | Луда надпревара                     | Rat Race                                    | Дуейн Коди    | Джери Зукър |
| 2002   | Остин Пауърс в Златния член         | Austin Powers in Goldmember                 | Скот Зло      | Джей Роуч   |
| 2014   | Пазители на Галактиката             | Guardians of the Galaxy                     | Патока Хауърд | Джеймс Гън  |
| 2017   | Пазители на Галактиката: Втора част | Guardians of the Galaxy Vol. 2              | Патока Хауърд | Джеймс Гън  |